# مارکرسدورف هایندورف
مارکرسدورف هایندورف (به آلمانی: Markersdorf-Haindorf) یک منطقهٔ مسکونی در اتریش است که در ناحیه زانکت پولتن-لاند واقع شده‌است. مارکرسدورف هایندورف ۱٬۷۹۹ نفر جمعیت دارد.